# Восточно-Анатолийский разлом

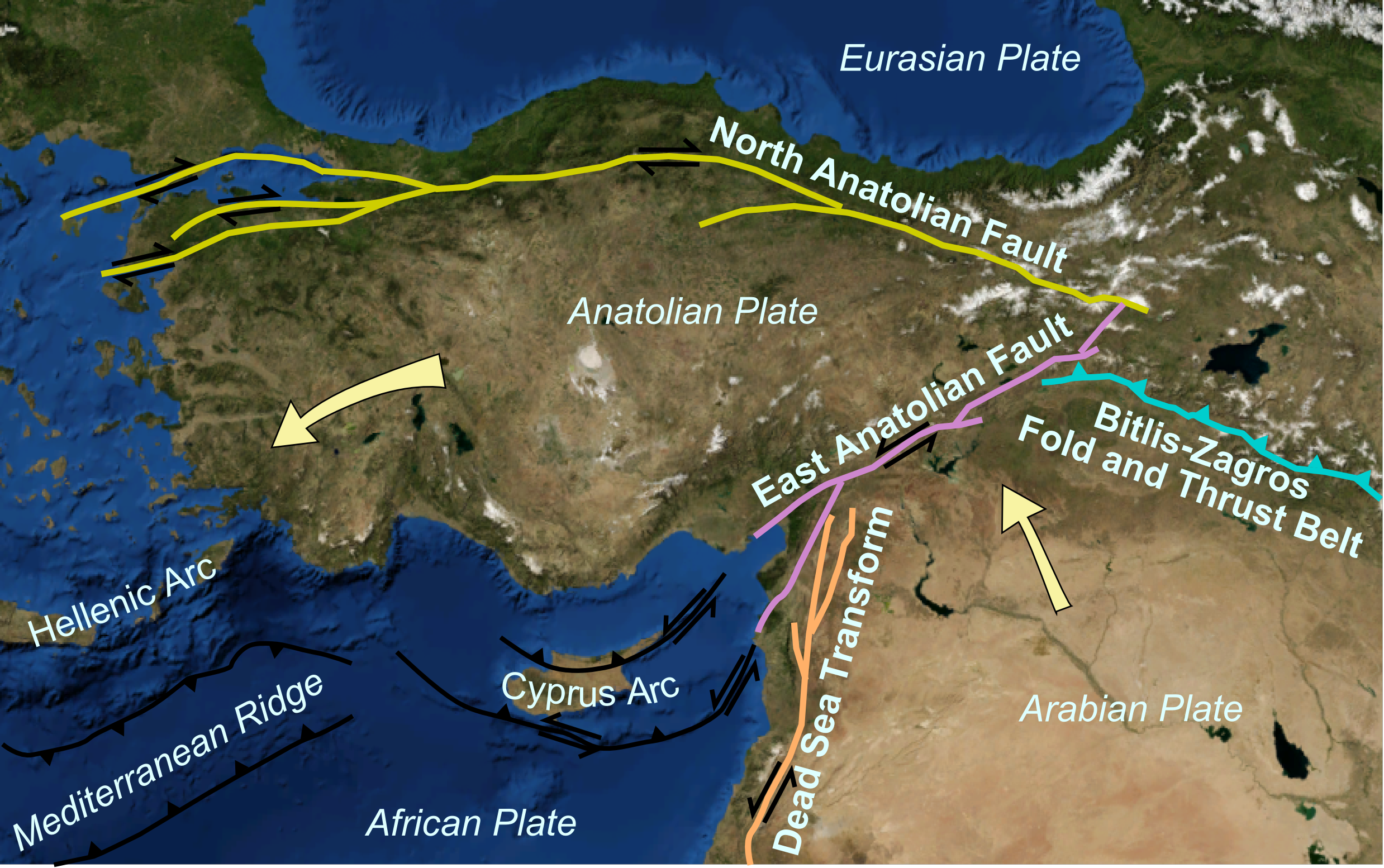
Крупнейшие системы активных разломов Ближнего Востока: Северо-Анатолийская — Загросская и Левантская — Восточно-Анатолийская

Восточно-Анатолийский разлом — активный левый разлом в Турции, обеспечивающий поступательное движение Анатолийской плиты на запад и сближение Аравийской платформы и Кавказа. Является продолжением меридионального Левантского разлома, с которым сочленяется вблизи города Антакья восточнее залива Искендерун. Простирается на северо-восток, продолжаясь до верховий реки Куры. Вблизи города Эрзинджана почти под прямым углом пересекается с Северо-Анатолийским разломом. Близ места пересечения оба разлома искривляются в направлении сдвиговых смещений по другому разлому. Область пересечения этих двух разломов является наиболее опасной в сейсмическом отношении. В этой области неоднократно отмечены землетрясения с магнитудой не менее 7 Mw. В 1971 году произошёл 20-сантиметровый левый сдвиг при Бингёльском землетрясении с магнитудой до 6,9 Mw. Продолжением является Казбек-Цхинвальский новейший разлом, достигающий горы Казбек. На севере Восточно-Анатолийского разлома, в 50 км западнее города Сарыкамыш, от разлома ответвляются крупные активные разломы северной Армении, образующие выпуклую на север дугу, состоящую из двух главных разломов: Амасия-Сарыкамышского на западе и Памбак-Севанского на востоке, сочленяющихся под очень острым углом, и оперяющих их с юга более мелких нарушений. Непосредственно к югу от этой дуги произошло Спитакское землетрясение 1988 года.